# L'Occupation
Pour les articles homonymes, voir occupation (homonymie).
L'Occupation est un roman d'Annie Ernaux à caractère autobiographique publié en 2002 aux éditions Gallimard, et traitant principalement du thème de la jalousie. 

## Adaptations
- L'Autre, film réalisé par Pierre Trividic et Patrick Mario Bernard, avec Dominique Blanc, sorti en 2008.
- L'Occupation, pièce mise en scène par Pierre Pradinas, Centre culturel de Bonlieu, Annecy, reprise au Théâtre de l'Œuvre à Paris, 2018.